# Pallacanestro Palestrina
La Pallacanestro Palestrina è la principale società di pallacanestro maschile di Palestrina.
Fondata nel 1962, ha raggiunto al massimo la Serie B nel 1973-74 e in seguito ha disputato gli spareggi per l'ammissione in Serie A2, senza successo. Attualmente milita nel campionato di Serie B Interregionale.
Stella di Bronzo al merito sportivo del Coni ricevuta nel 1985 e Stella d'Argento nel 2002.
Gioca al Palasport di Palestrina e i suoi colori sociali sono il verde e l'arancio.

## Storia

### Le origini
Il Palestrina Basket vede la luce tra le mura del Circolo Studentesco Prenestino (C.S.P.) nell'estate del 1962, sotto la guida di Gigi Stellani, attuale vice presidente della società. Le prime maglie riportano ricamate, appunto, le iniziali C.S.P. Grazie anche alla passione del professor Eugenio Tomassi sorse anche il primo impianto dedicato al basket, un campo in cemento rosso tuttora esistente nel Parco Barberini, che più tardi venne ricoperto con mattonelle di asfalto. Dopo le prime amichevoli fu il turno del primo torneo, la coppa "Palestrina" messa in palio durante le feste patronali e vinta proprio dal Circolo Studentesco Prenestino sull'Anagni.
Nel 1964-65 i prenestini esordirono nel campionato di Prima Divisione. Dopo tre anni arrivò la vittoria del proprio girone e l'approdo in Promozione, dove Palestrina rimase altri tre anni. Guidata in campo dai vari Casilli, Vento, Cecconi, Busca, Libianchi, Fornari e Manieri giunse nel 1970 la scalata alla serie D sotto la presidenza del mitico Ing.Dino Viola. Gli anni d'oro per il basket arancioverde non finiscono, e nel 1972 ecco lo spareggio a Rieti contro il Basket Todi per l'accesso alla serie C. Con un'ottima prestazione di Vincenzo Busca gli umbri vengono superati 56-55. L'entusiasmo salì alle stelle, fu anche l'anno della maturazione cestistica di Maurizio Tomassi che in breve tempo spiccherà il volo per le serie maggiori.
Altro spareggio, ancora a Rieti, e Banco di Roma battuto di due punti, per accedere alle finali promozione al primo anno di C. In quei giorni di fine maggio, ottenendo una vittoria con Avellino, una sconfitta contro Viareggio e un altro successo con Brindisi, si schiusero le porte della serie B, che allora rappresentava la seconda serie nazionale.

### La Serie B
Nel 1973-74, stringendo una collaborazione con la AMG Sebastiani Rieti arriva la prima sponsorizzazione importante, la ALCO, ma il primo anno in B fu molto tribolato e la salvezza giunse al termine di un campionato con poche soddisfazioni.
L'anno seguente invece con l'arrivo di giocatori importanti dalla stessa Rieti (Sanesi, Olivieri, Mancin) e l'affermazione dei giovani talenti locali si assistette all'anno boom, culminato con la poule finale a Genova per l'ammissione alla A. Una vittoria e due sconfitte (contro Livorno e Toiano Varese) chiudono ogni velleità. Perso però l'abbinamento con l'Alco la terza stagione in B si rivela anche l'ultima, dopo gli infausti spareggi retrocessione.
Tornata in C1, nel 1979 disputa un nuovo spareggio salvezza a Civitavecchia, battendo La Salle di un punto. Seguono alcuni anni di anonimato, inaugurando tuttavia il nuovo impianto della palestra Verrio Flacco, ma tocca a Beniamino Scarinci giunto sulla panchina laziale nel 1984, riportare l'entusiasmo dei vecchi tempi. Dopo due tentativi andati a vuoto, nel 1987 al termine di un torneo impeccabile Palestrina torna in B (ora chiamata B2), sotto il segno del figliol prodigo Tomassi.
Finale promozione nel 1988 persa però dopo un epico scontro con il Roseto e svanisce il sogno della B1. C'è anche l'esordio di Gianluca Lulli con la maglia arancioverde, ma gli anni Novanta iniziano nella maniera peggiore e arriva la nuova discesa in C1. Sono anni difficili anche per la società che deve salvare la quarantennale tradizione cestistica da una situazione complicata, in due occasioni viene evitato il baratro della C2 e poi finalmente nell'estate del 2001 la svolta: sale al comando Giuseppe Cilia con rinnovati programmi e ambizioni.

### L'era Cilia e la B1
Al primo anno è subito promozione dalla serie C1, con la squadra letteralmente trascinata da Alejandro Muro, che resterà un altro anno anche in B2. Arriva il tecnico brindisino Binetti, il quale riesce a portare la squadra fino alla semifinale dei play-off dove viene però sconfitta in gara-3 da Veroli, dopo averlo battuto 95 a 80 in gara 2 di fronte ad un Palaflacco stracolmo di tifosi. Sorte analoga anche nella stagione successiva, stavolta con stop alle semifinali per mano di Cecina. Arriviamo al 2004-2005, tra le file dei prenestini ci sono mostri sacri come Donato Avenia e Alessandro Angeli, la cavalcata si interrompe soltanto in finale per mano di Atri, ma il sogno della B eccellenza diviene comunque realtà in estate a causa del fallimento di alcune società.
Sensazionale il primo anno da matricola, sotto la regia di Maurizio Polidori e con un gruppo affiatato composto solo nelle ultime settimane di mercato. Campionato eccezionale che termina addirittura nei quarti dei play-off (sconfitta 2-1 da Pistoia), dopo aver ottenuto la salvezza con largo anticipo e finendo al sesto posto in classifica. Trentadue i punti in classifica nella stagione regolare con ben 11 vittorie in casa su 15 gare disputate, oltre a 5 vittorie esterne. Donato Avenia con 22,18 punti di media a gara risulterà il miglior realizzatore del girone A.
Ben diversa la sorte nel 2006-07, un'annata disgraziata che vede anche la partenza di Avenia e una serie negativa di risultati, tra cui zero vittorie in trasferta, che portano il sodalizio laziale a una mesta retrocessione in B2, dopo aver concluso la stagione regolare al penultimo posto.
Nella stagione attuale la Tlc Palestrina ha raggiunto il traguardo della promozione nella serie A dilettanti dopo una serie play off fantastica che le ha visto superare di slancio GualdoTadino, Genova ed in finale la Russo Cagliari. la TLC ITALIA Palestrina è stata guidata a questa magnifica vittoria da una coppia di coach inediti nel campo cestitico nazionale, padre e figlia, Flavio Cecconi indimenticato giocatore e allenatore con svariate promozioni alle spalle è stato infatti coadiuvato dalla figlia Rossella. Il merito principale della vittoria è sicuramente da attribuire alla società prenestina che in questo campionato ha preso decisioni importanti quali i tagli di tre giocatori nel mese di dicembre 2007 e poi l'esonero del coach Maurizio Polidori ad appena tre giornate dal termine del campionato.
Nella stagione 2008/2009, il Palestrina impreziosito da arrivi di assoluto prestigio come Mauro Morri, Andrea Vitale e Filippo Gagliardo guadagna i playoff con un girone di ritorno di altissimo spessore, firmato dalla sagacia del subentrato coach Furio Steffè. L'avventura si ferma nei quarti dopo tre tiratissime gare con la compagine di Ferentino. Altra importante tappa per il basket arancioverde è l'ultimazione del neo palazzetto intitolato a Tonino Iaia.

### Tra A Dilettanti e l'esplosione del settore giovanile
La stagione 2009-10 vede il Palestrina ora targato Etika&Solsonica ancora ai nastri di partenza del terzo campionato nazionale. La squadra, caratterizzata da un'età media bassa, sorprende tutti nell'avvio di torneo, inanellando cinque successi di fila che la portano in vetta alla classifica. Concluso il girone d'andata con ben 16 punti, subisce un vistoso calo nel periodo invernale e punita dalla classifica avulsa esce dai playoff conquistando la nona piazza.

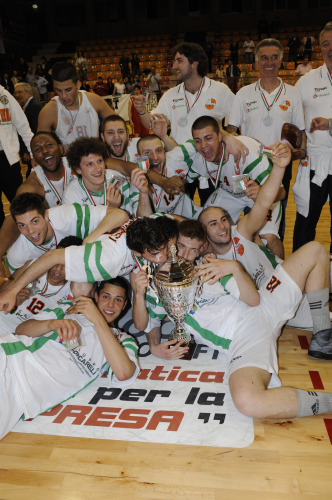
Festeggiamenti per lo Scudetto U21

Al tempo stesso però arrivano enormi soddisfazioni dal florido vivaio. Il 27 aprile a Scauri la formazione Under 21 si laurea Campione d'Italia battendo 83-67 il Sistema Pordenone, portando così per la prima volta il tricolore giovanile nella cittadina laziale. Ottimi risultati anche per gli Under 19 che conquistano le Finali B a Bologna e gli Under 17 che diventano Campioni Regionali del Lazio accedendo da protagonisti alle Finali Nazionali a Vasto.
La stagione 2010-11 segnata dalle 16 retrocessioni totali consiglia alla società una stagione di transizione senza effettuare spese insostenibili, arriva l'ultimo posto in stagione nel girone B di B1 pur disputando un campionato dignitoso con 6 vittorie.
Nonostante l'iniziale voglia di riscatto anche la stagione seguente in quarta serie diventa un incubo e la squadra arancio verde non riesce ad evitare la lotteria dei playout, pur battendo Campobasso deve disputare lo spareggio salvezza a tre a Recanati. Due sconfitte contro Castelnuovo e Spilimbergo la costringono ad una dolorosa retrocessione in DNC.
Puntando sul florido settore giovanile la stagione del rilancio pur senza grandi proclami diventa trionfale con un terzo posto insperato che vale l'accesso ai play-off promozione. Battute in due gare sia Aprilia che Viterbo, la finale è contro Eurobasket Roma che però ha la meglio per 2-1. Palestrina tuttavia può festeggiare il ritorno in B in agosto con l'ufficialità del ripescaggio. Inizia l'era dell'abbinamento con la Citysightseeing Roma.
La stagione 2013-2014 parte con sette sconfitte in sette gare ma l'arrivo di Andrea Vitale trasforma la squadra che colleziona una lunga serie di successi arrivando persino a sfiorare l'ultimo posto disponibile per i playoff. Dopo due anni di trionfi lascia la panchina coach Longano e subentra la bandiera Gianluca Lulli già assistente per una stagione.
Al comando dell'ex giocatore di Teramo la stagione di serie B 2014-15 assume connotati trionfali portando ad un'incredibile sequenza di tredici vittorie iniziali. L'arrivo al primo posto da imbattuti nel girone d'andata consente l'accesso allo spareggio contro Palermo (vinto sia all'andata che al ritorno) che vale il biglietto per le Final Four di Coppa Italia: la marcia si interrompe davanti ai futuri trionfatori di Montichiari.
In campionato si raggiunge comunque la vittoria del girone con solo tre sconfitte, il primo turno di post-season è chiuso con un 2-0 ai danni di Giulianova ma in semifinale arriva l'Eurobasket Roma che forte degli arrivi sul mercato e di una maggiore rotazione ha la meglio per 3-1 mettendo fine alla superba stagione arancio verde.

## Cronistoria
| Cronistoria della Pallacanestro Palestrina |
| --- |
| - 1962 · Fondazione della Pallacanestro Palestrina. - 1970-1971 · Terzo turno di Coppa Italia. - 1973-1974 · Prima fase di Coppa Italia. - 2005-2006 · 6ª nel girone A di Serie B d'Eccellenza, quarti di finale dei play-off promozione. - 2006-2007 · 15ª nel girone B di Serie B d'Eccellenza, retrocessa in Serie B2. - 2007-2008 · 2ª nel girone C di Serie B2, vince i play-off promozione, promossa in Serie A Dilettanti. Finale di Coppa Italia LNP di Serie B2. - 2008-2009 · 6ª nel girone B di Serie A Dilettanti, quarti di finale dei play-off promozione. - 2009-2010 · 9ª nel girone B di Serie A Dilettanti. - 2010-2011 · 16ª nel girone B di Serie A Dilettanti, retrocessa in Divisione Nazionale B. - 2011-2012 · 14ª nel girone C di Divisione Nazionale B, perde i play-out, 3ª nel concentramento retrocessione, retrocessa in Divisione Nazionale C. - 2012-2013 · 3ª nel girone F di Divisione Nazionale C, finale dei play-off promozione, ripescata in Divisione Nazionale B. - 2013-2014 · 10ª nel girone C di Divisione Nazionale B. - 2014-2015 · 1ª nel girone C di Serie B, semifinali dei play-off promozione. Semifinali di Coppa Italia LNP di Serie B. - 2015-2016 · 2ª nel girone C di Serie B, semifinali dei play-off promozione. - 2016-2017 · 3ª nel girone C di Serie B, finale dei play-off promozione. - 2017-2018 · 2ª nel girone D di Serie B. Quarti di finale di Coppa Italia LNP di Serie B. - 2018-2019 · 2ª nel Girone D di Serie B, finalista play-off. - 2019-2020 · 1ª nel Girone D di Serie B, rinuncia alla Serie B. - 2020-2021 · attività giovanile, ammessa in Serie C Gold. - 2021-2022 · 3ª nel Girone B di Serie C Gold Lazio, quarti di finale play-off. - 2022-2023 · 3ª nel Girone A di Serie C Gold Lazio, vince i play-off, promossa in Serie B Interregionale. - 2023-2024 · 3ª nel Girone F di Serie B Interregionale, 7ª nel Play-In Gold Centro. - 2024-2025 · nel Girone F di Serie B Interregionale. |

## Roster
Il roster della Pallacanestro Palestrina che disputa il campionato di Serie B Interregionale.
| Pallacanestro Palestrina 2024-2025 | Pallacanestro Palestrina 2024-2025 |
| Giocatori                          | Staff tecnico                      |
| ---------------------------------- | ---------------------------------- |

| 3  | Serbia (bandiera) · Italia (bandiera) | PG | Mihajlo Veljković   | 2004 | 195 cm |  |  |
| 7  | Italia (bandiera)                     | GA | Sean Busca          | 2003 | 198 cm |  |  |
| 8  | Italia (bandiera)                     | G  | Gianmarco Rossi (C) | 1990 | 182 cm |  |  |
| 9  | Italia (bandiera)                     | GA | Dario Molinari      | 1992 | 187 cm |  |  |
| 10 | Italia (bandiera)                     | P  | Edoardo Ugolini     | 2000 | 185 cm |  |  |
| 11 | Bosnia ed Erzegovina (bandiera)       | AG | Vladan Arnaut       | 2001 | 202 cm |  |  |
| 13 | Italia (bandiera)                     | P  | Christian Maiolo    | 2006 | 185 cm |  |  |
| 14 | Italia (bandiera)                     | P  | Diego Cristofari    | 2006 | 182 cm |  |  |
| 15 | Italia (bandiera)                     | AG | Riccardo Pederzini  | 1989 | 198 cm |  |  |
| 17 | Italia (bandiera)                     | G  | Samuele Maiolo      | 2006 | 185 cm |  |  |
| 22 | Italia (bandiera)                     | P  | Roberto Maggio      | 1990 | 183 cm |  |  |
| 27 | Lituania (bandiera)                   | C  | Giedrius Bergaudas  | 2000 | 212 cm |  |  |
| 28 | Italia (bandiera)                     | C  | Federico Cilia      | 2006 | 198 cm |  |  |
| 30 | Italia (bandiera)                     | C  | Leonardo Mattarelli | 2004 | 202 cm |  |  |
| 32 | Italia (bandiera)                     | GA | Lorenzo Colagrossi  | 2003 | 195 cm |  |  |

| Allenatore                                                                                              |
| - Rossella Cecconi                                                                                      |
| Assistente/i                                                                                            |
| - Alberto Chiapparelli - Daniele Cristofari Legenda - (C) Capitano - (IN) Inattivo - Infortunato Roster |